# Rotterdamse Wandelsport Vereniging

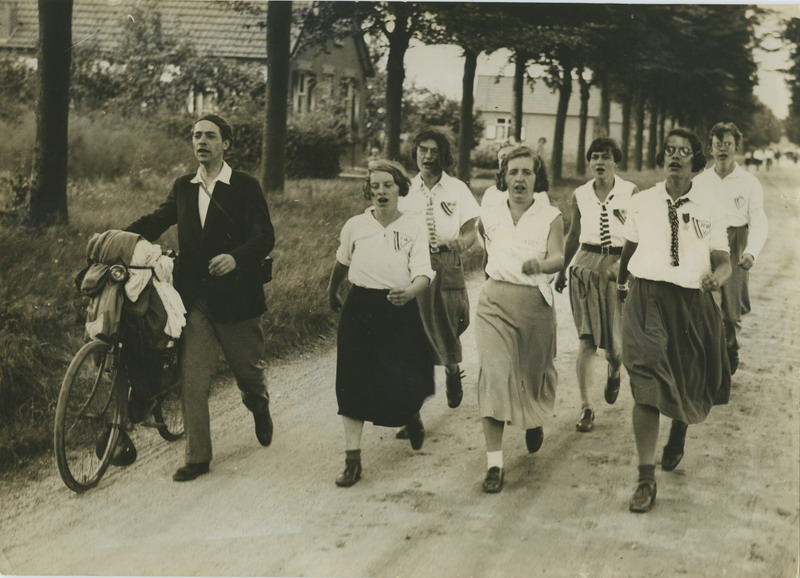
Vrouwelijke leden van de Rotterdamse Wandelsport Vereniging tijdens de Nijmeegse Vierdaagse van 1932.

De Rotterdamse Wandelsport Vereniging (RWV), actief sinds 1928, is een sportvereniging uit Rotterdam, gericht op wandelen en snelwandelen. RWV is aangesloten bij de KWBN en de Atletiekunie.
De club organiseert jaarlijks diverse wandeltochten, waaronder de langste jaarlijks georganiseerde wandeltocht, de Nijmegen-Rotterdammars van 160 kilometer. Daarnaast organiseert RWV diverse snelwandelwedstrijden en -trainingen.
Onder de snelwandelaars die lid zijn of waren van RWV zijn Tjabel Ras, Hans van der Knaap, Harold van Beek, Marleen Radder en Jacques van Bremen.